# Formação Jandaíra
A Formação Jandaíra ou Calcário Jandaíra é uma unidade geológica constituída por rochas sedimentares carbonáticas associada ao evento de separação continental e abertura da margem equatorial brasileira no período Cretáceo.
A unidade aflora no extremo leste do estado do Ceará e na porção norte do estado do Rio Grande do Norte, sendo estes calcários a maior parte da porção continental da Bacia Potiguar.
A dissolução dos calcários desenvolve espeleotemas, como cavernas, dolinas e lajedos. A identificação dessas feições e suas características são de suma importância para a implementação de construções de grande porte, como parques eólicos, comuns na região, visto que apresentam risco de acidentes como desabamentos e outros desastres ambientais, como o ocorrido no município de Rio do Fogo em 2022.

## Origem

### Deposição
Durante o estágio pós-rifte, com níveis marinhos mais elevados, sequências flúvio-marinhas se depositaram nesta bacia. Uma dessas sequências, a Formação Jandaíra,

### Diagênese
Foram identificados micritos bioclásticos, dolomitização, compactação química, dissolução, infiltração mecânica de argilas e oxidação. O sistema deposicional é de supramaré, durante a mistura de águas pluviais e águas marinhas.

## Geodiversidade

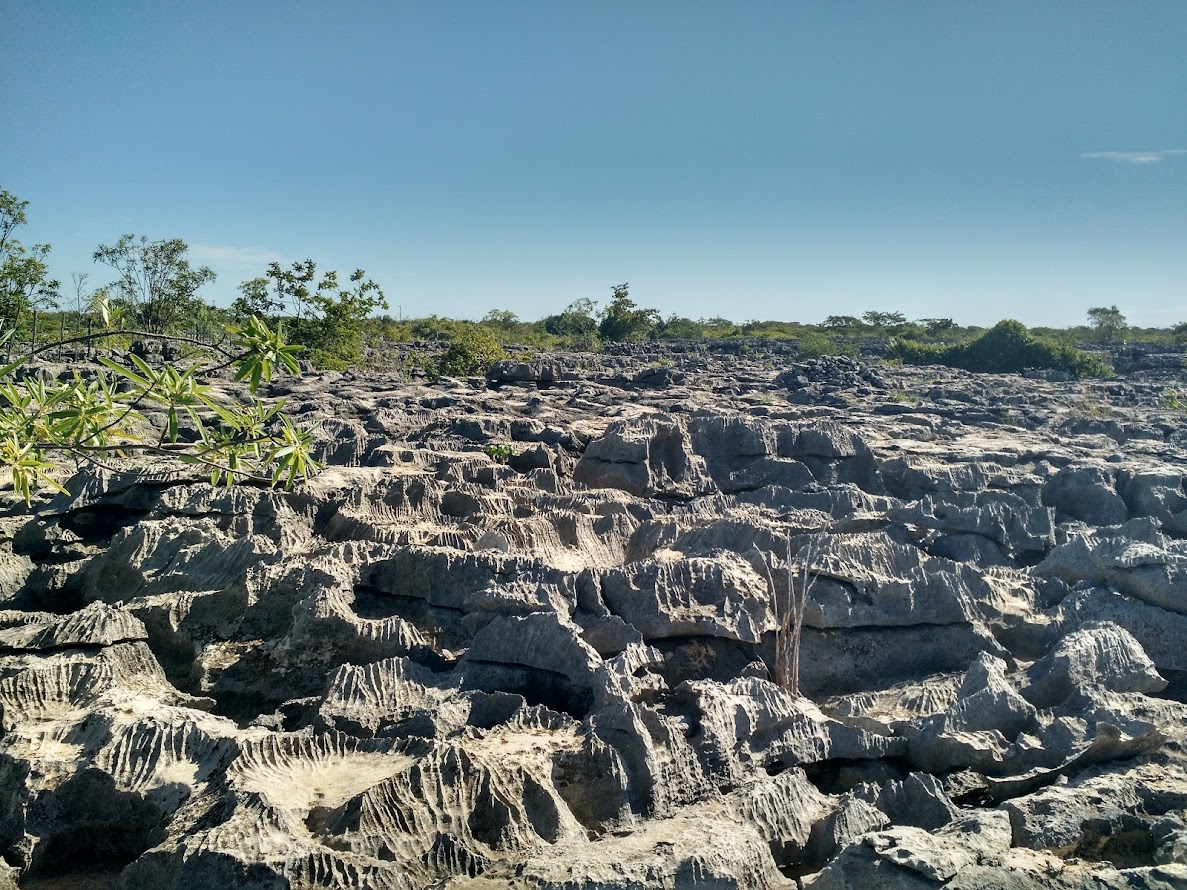
Calcários do Lajedo de Soledade

### Lajedo de Soledade
O Lajedo de Soledade é um geossítio localizado no município de Apodi. Compreende um conjunto de ravinas e cavernas formadas nas falhas e fraturas da unidade, preenchidas por sedimentos quaternários contendo fósseis de vertebrados. 
Sua origem está relacionada à sazonalidade climática presente na região desde o Mioceno. Entende-se que durante períodos de alta disponibilidade de água, ocorre dissolução da calcita, originando assim os espeleotemas, e durante períodos de seca, ocorre precipitação de goethita e magnesita, minerais que preenchem os poros nos sedimentos e mineralizam os fósseis.

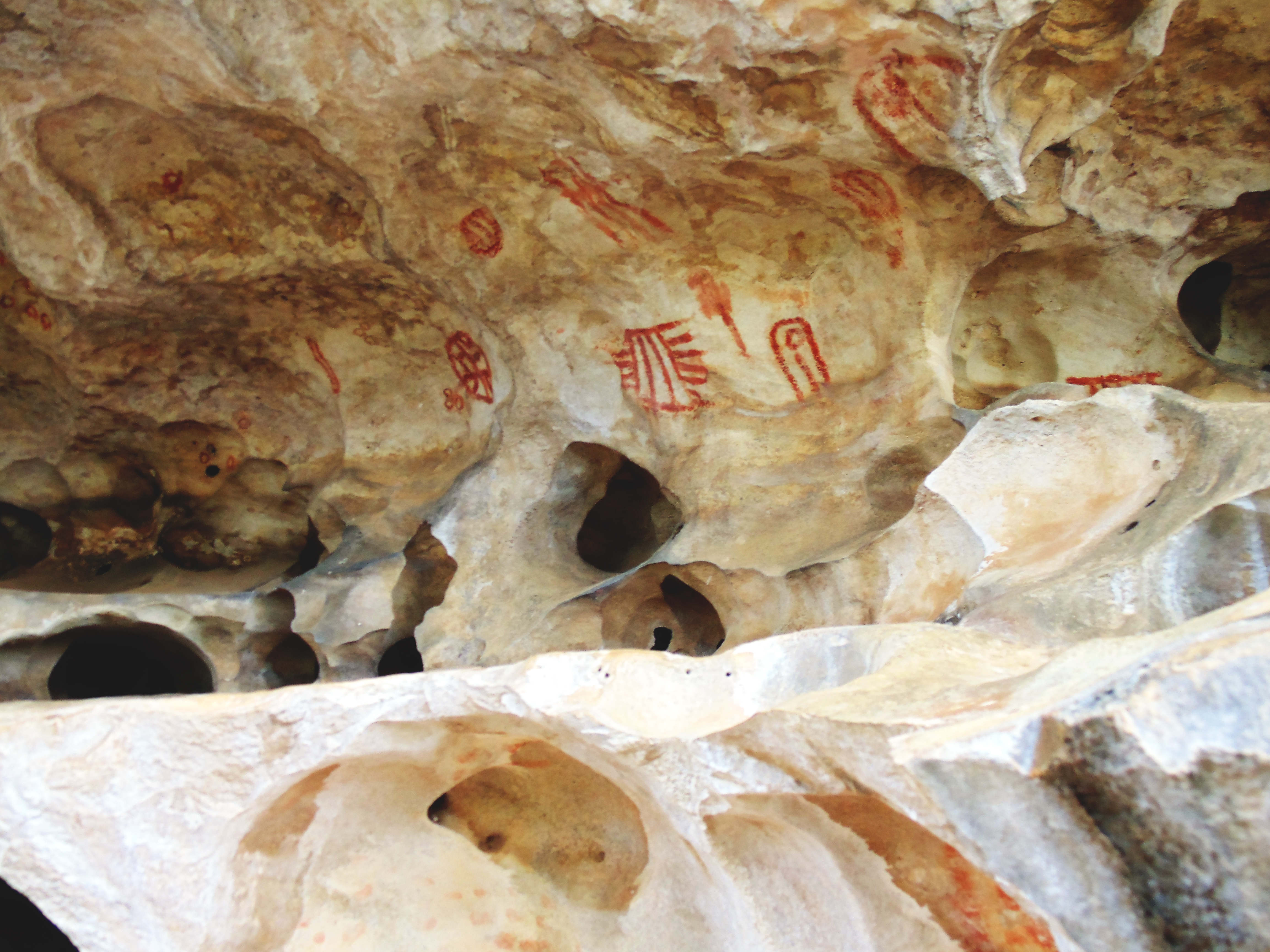
Pinturas rupestres em Apodi, nos calcários da Formação Jandaíra

Nesta localidade são encontradas pinturas rupestres.